# Buritis (Minas Gerais)
Buritis – miasto i gmina w Brazylii, w stanie Minas Gerais. Znajduje się w mikroregionie Unaí.